# Distrito Albaicín
Albaicín o Albayzín es un distrito municipal de la ciudad de Granada, en España, situado en la zona oriental de la capital granadina. Está compuesto por los barrios de Albaicín, El Fargue, Haza Grande, Sacromonte y San Ildefonso. Albaicín limita con los distritos Norte, Beiro, Centro y Genil, así como con los términos municipales de Víznar, Huétor Santillán, Beas de Granada, Dúdar, Pinos Genil y Cenes de la Vega.
La inclusión en este distrito del anejo de El Fargue y de la cuenca del río Darro hacen que sea, con mucho, el más extenso de la ciudad. También es el distrito menos poblado de la ciudad.